# Region Gabú
Gabú ist eine Verwaltungsregion im Osten von Guinea-Bissau. Sie grenzt im Norden an Senegal, im Osten und Süden an Guinea und im Westen an die Regionen Tombali und Bafatá. Ihre Hauptstadt ist Gabú.
Benannt ist die Region nach dem Mandinka-Reich Kaabu oder Gabú mit der Hauptstadt Kansalá, das von Mitte des 16. bis Mitte des 19. Jahrhunderts hier bestand. Heute leben auf dem Gebiet vor allem Fulbe und Mandinka.
Nach dem offiziellen Zensus hatte die Region im Jahr 2009 etwa 214.520 Einwohner. Mit 9150 km² ist Gabú die flächenmäßig größte Region Guinea-Bissaus.

## Verwaltungsgliederung
- Madina do Boé
- Gabú
- Pirada
- Pitche
- Sonaco